# هارولد بوريدغ
هارولد بوريدغ (بالإنجليزية: Harold Burrage)‏ هو مغني أمريكي، ولد في 30 مارس 1931 في شيكاغو في الولايات المتحدة، وتوفي بنفس المكان في 26 نوفمبر 1966 بسبب قصور القلب.

## وصلات خارجية
- هارولد بوريدغ على موقع ميوزك برينز (الإنجليزية)
- هارولد بوريدغ على موقع ديسكوغز (الإنجليزية)